# Avery Warley-Talbert
Pour les articles homonymes, voir Warley.
Avery Warley-Talbert née Avery Warley est une joueuse américaine de basket-ball, née le 17 mai 1987 à Washington (État de New York).

## Biographie
Redshirt lors de sa première année, elle s'impose ensuite à Liberty débutant chacune des 33 rencontres disputées en freshman avec 256 rebonds, soit le second meilleur total d'une débutante. En junior, elle surpasse avec 363 rebonds le record de Liberty et de la Big South Conference détenu précédemment par l'ancienne Flame Katie Feenstra.
En 2011, elle dispute les Jeux panaméricains.
Non draftée, elle est engagée par le Mercury de Phoenix pour 3,1 points et 5,7 rebonds par rencontre. Elle effectue la pré-saison WNBA 2014 avec le Sky de Chicago mais n'est pas conservée. Kamiko Williams blessée, elle est engagée de nouveau par le Liberty début juin 2014.
À l'automne 2012, elle signe pour le club israélien d'Elitzur Holon.
En 2020-2021, elle tourne à 12,9 points et 11,9 rebonds de moyenne avec le club de Çankaya en Turquie et s'engage la saison suivante pour le club français de Montpellier. Elle ne dispute que trois rencontres de championnat (9,7 points à 92 % d'adresse et 6,7 rebonds) avant de quitter le club,.

## Clubs
- 2008-2012:  Flames de Liberty (NCAA)
- 2012-2013:  Elitzur Holon
- 2014-2015 :  Orduspor
- 2015-2016 :  Adana Botaş
- 2016-2017 :  Tarsus
- 2017-2018 :  Canik
- 2019-2020 : Izmit Belediyespor
- 2020-2021 :  Cankaya Universitesi
- Août-oct. 2021 :  Montpellier

Championnat WNBA
- 2012 :  Mercury de Phoenix
- 2013 :  Sky de Chicago
- 2013-2015 :  Liberty de New York
- 2016 :  Dream d'Atlanta
- 2016 :  Stars de San Antonio
- 2019 :  Liberty de New York
- 2020 :  Aces de Las Vegas

## Distinctions individuelles
- First team All-Big South (2010, 2011)